# Rosario La Duca
(Rosario La Duca, Prefazione a Palermo città d'arte)
Rosario La Duca (Palermo, 22 giugno 1923 – Palermo, 23 ottobre 2008) è stato uno storico dell'arte italiano. È stato considerato uno dei più grandi conoscitori della storia e dell'evoluzione della città di Palermo.

## Biografia

### I primi anni e gli studi
Nato a Palermo tra le due guerre mondiali in giovane età si laurea in Ingegneria presso l'Università di Palermo, dove diviene successivamente docente. Dal 1958 al 1964 è presidente dell'Ordine degli Ingegneri della provincia di Palermo. Da giovane è collezionista ed appassionato d'arte cosa che lo avvicina alla storia dell'arte in particolare a quella cittadina. Inizia quindi a dedicarsi alla raccolta di materiale sulla storia e sull'architettura locale. La sua prima pubblicazione su Palermo risale al 1962 e si tratta di una raccolta cartografica dal titolo: Cartografia della città di Palermo dalle origini al 1860. Sempre degli anni sessanta sono alcuni studi corredati da pubblicazioni sulla Piana dei Colli.

### L'ingresso in politica e la consacrazione
Nel 1967 ha inizio la sua fugace comparsa in politica, infatti viene eletto alla VI legislatura deputato dell'Assemblea Regionale Siciliana nelle file del Partito Comunista Italiano con 20.890 preferenze, mantenendo la carica fino alla fine della legislatura nel 1971. Dopo il Terremoto del Belice del 1968 è attivamente impegnato nelle opere di recupero, in particolare riesce a recuperare a Montevago i quaderni dei bambini della scuola elementare, utilizzerà poi questi quaderni per scrivere dei resoconti della vita di tutti i giorni nel paese. In quel periodo cura anche il restauro di alcune ali di palazzo dei Normanni.
Sul finire degli anni settanta inizia a pubblicare una fortunata serie di volumi sulla storia di Palermo, in particolare alcune delle sue opere più famose e diffuse come Palermo felicissima ed il trittico di volumi dal titolo Passeggiate palermitane che lo consacrano come storico locale, superando la fase del semplice collezionismo.

### Gli ultimi anni
Negli anni gli viene anche assegnata dalla provincia la carica di Ispettore onorario per la conservazione dei monumenti e degli oggetti di antichità e d'arte della Provincia di Palermo e diviene Membro effettivo dell'istituto nazionale di urbanistica.
Nel 1995 gli viene conferita dall'Università di Palermo la laurea honoris causa in Architettura. Quattro anni dopo, nel 1999 l'allora sindaco di Palermo Leoluca Orlando sceglie il professor La Duca per la risistemazione e la rimodulazione dello stemma della città di Palermo che in quel momento era pieno di errori storici, in particolare gli viene chiesto di ricreare un'immagine moderna mantenendo i legami con la tradizione storica, il nuovo stemma viene presentato dal sindaco e dallo stesso La Duca il 30 dicembre dello stesso anno. Nel 2000 dona la sua collezione fotografica ottocentesca alla città di Palermo. Nonostante la sua avversione verso la Chiesa dona la sua collezione di libri all'allora arcivescovo di Palermo il cardinale Salvatore Pappalardo suo amico. Tra il 2001 ed il 2003 pubblica un altro trittico di volumi da titolo La città «passeggiata», che richiamano volutamente sia nel titolo che nei contenuti il precedente trittico pubblicato 20 anni prima. La provincia di Palermo nel 2007 gli assegna la benemerenza civica per i suoi alti meriti culturali. Muore a Palermo nell'ottobre del 2008 all'età di 85 anni, i suoi funerali sono stati celebrati presso la Cattedrale di Palermo alla presenza delle principali istituzioni cittadine.

## Dopo la sua morte
Il 19 marzo del 2009 l'Università di Palermo ha organizzato il primo evento dal titolo Palermo ricorda Rosario La Duca, che con la collaborazione di studiosi a lui vicini prova a proseguire la sua opera di preservazione e pubblicazione del materiale storico cittadino. Allo stesso tempo vengono presentati aspetti della vita dello storico poco noti.
Il 22 giugno del 2011, nell'anniversario della sua nascita, il Comune di Palermo ha intestato la piazzetta, tra via Vittorio Emanuele e via Cala, a suo nome.

## Opere
- Storia dell'aquila palermitana. Saggio inedito, a cura di Francesco Armetta e Irene Bianco - 2016, ISBN 978-88-8241-456-6
- Saluti da Palermo. 1890-1940. Cinquant'anni di vita della città attraverso la cartolina illustrata - 2007
- Da Panormos Palermo, la città ieri e oggi - 2006
- Il vicario generale. Il principe Lanza e il bandito Testalonga - 2004
- La città «passeggiata» vol. 3 - 2003
- La città «passeggiata» vol. 2 - 2002
- La città «passeggiata» vol. 1 - 2001
- Il palazzo dei Normanni - 1998
- Palermo ieri e oggi / Curiosità, tradizioni, testimonianze vol. 3 - 1997
- Palermo ieri e oggi / Il territorio e i quartieri vol. 2 - 1997
- Palermo ieri e oggi / La città vol. 1 - 1997
- Repertorio bibliografico degli edifici pubblici e privati di Palermo / Gli edifici fuori le mura vol. 2 - 1997
- I mercati di Palermo- 1995
- Repertorio bibliografico degli edifici pubblici e privati di Palermo / Gli edifici entro le mura vol. 1 - 1994
- Memoria iconografica del settecento palermitano. La città rivista in stampe d'epoca - 1992
- Palermo ieri e oggi - 1991
- La tonnara di Scopello - 1988
- Almanacco popolare siciliano perpetuo - 1987
- Cercare Palermo - 1985
- Il palazzo Branciforti - 1985
- Il peccato di fare - 1983
- Antologia di passeggiate palermitane - 1982
- Ustica: tanti anni fa - 1982
- Passeggiate palermitane vol. 3 - 1981
- La città settecentesca e la sua prima espansione - 1981
- Dalla lanterna al lampione. Storia della pubblica illuminazione a Palermo - 1978
- Passeggiate palermitane vol. 2 - 1978
- Passeggiate palermitane vol. 1 - 1978
- Cartografia generale della città di Palermo e antiche carte della Sicilia - 1975
- La città perduta. Cronache palermitane di ieri ed oggi - 1975
- Palermo felicissima - 1973
- I veleni di Palermo - 1970
- Bagli, cisterne, ville della piana dei colli - 1965
- Ville settecentesche nella piana dei colli - 1964
- Cartografia della città di Palermo dalle origini al 1860 - 1962